# 独裁者 (映画)
『独裁者』（どくさいしゃ）または『チャップリンの独裁者』（The Great Dictator）は、1940年に公開したアメリカ映画で、チャールズ・チャップリンが監督・製作・脚本・主演を務めた。

## 概要
チャップリンが、当時のドイツ国の指導者で、オーストリア併合やポーランド侵攻、ユダヤ人虐待などを行ったアドルフ・ヒトラーの独裁政治を批判した作品で、近隣諸国に対する軍事侵略を進めるヒトラーとファシズムに対して非常に大胆に非難と風刺をしつつ、ヨーロッパにおけるユダヤ人の苦況をコミカルながらも生々しく描いている。
1940年10月15日にアメリカ合衆国で初公開された。当時のアメリカはヒトラーが巻き起こした第二次世界大戦とはいまだ無縁であり、平和を享受していたが、この映画はそんなアメリカの世相からかけ離れた内容だった。
またこの作品は、チャップリン映画初の完全トーキー作品として有名であり、さらにチャップリンの作品の中で最も商業的に成功した作品として映画史に記録されている。
アカデミー賞では作品賞、主演男優賞、助演男優賞（ジャック・オーキー）脚本賞、作曲賞（メレディス・ウィルソン）にノミネートされ、ニューヨーク映画批評家協会賞では主演男優賞を授与された。しかしチャップリンは受賞を拒否している。また、1997年にアメリカ国立フィルム登録簿に登録された。

## あらすじ

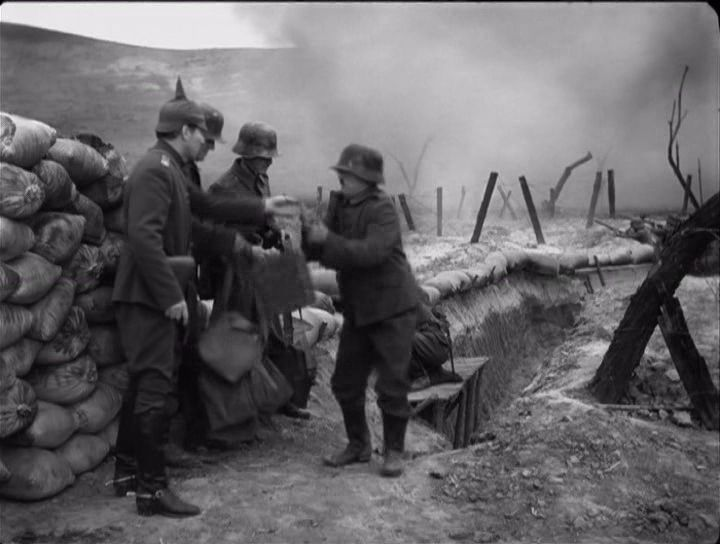
敵陣への突撃を前に、手榴弾を渡される主人公

時は第一次世界大戦の最中。トメニアの陸軍重砲部隊に所属する二等兵の男（チャールズ・チャップリン、タイトルでは「ユダヤ人の床屋」）は、前線で味方とはぐれ、負傷した飛行士官のシュルツ（レジナルド・ガーディナー）を偶然救出する。シュルツが所持している重要書類を本国に届けるべく2人は小型飛行機で飛び立つが、飛行機は燃料切れにより墜落してしまう。生き延びた2人は味方に救助されるが、トメニアがすでに降伏していたことを知らされる。シュルツが大いに悲しむ一方、床屋は墜落の衝撃で戦場での記憶をすべて失っていた。

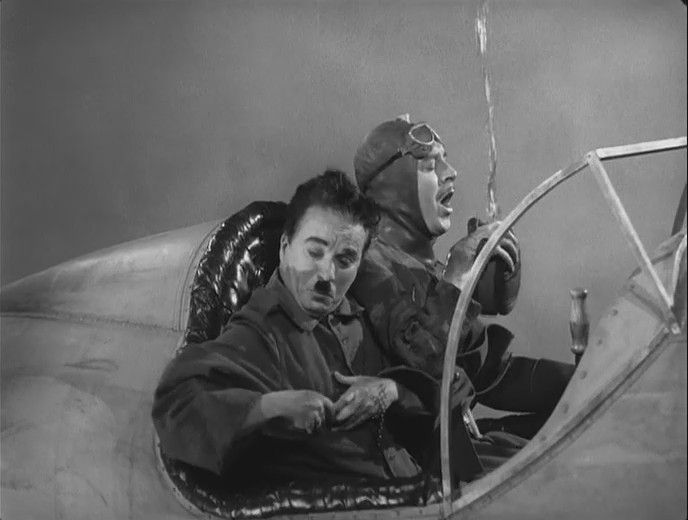
抱腹絶倒の飛行機の場面。逆さづりの状態で撮影された。

床屋が病院で過ごしている数年の間にトメニアでは政変が起こり、アデノイド・ヒンケル（チャップリンの一人二役）がヒンケル党（ナチスの鉤十字に似せた双十字が特徴。）を率いて独裁者として君臨し、内務大臣兼宣伝大臣ガービッチ（ヘンリー・ダニエル）と戦争大臣ヘリング元帥（ビリー・ギルバート）の補佐を受けつつ、自由と民主主義を否定し、国中のユダヤ人を迫害するようになっていた。
病院を抜け出した床屋がゲットーにある自宅兼理髪店に戻ってくる。時間の経過を理解していないため、ほこりが積もり蜘蛛の巣だらけとなった店内のありさまに呆然とするが、ゲットーの隣人たちに暖かく迎えられ、ハンナ（ポーレット・ゴダード）という若い女性と親しくなる。
ある日、床屋はヒンケルの手先である突撃隊に暴力を振るわれるが、突撃隊の存在自体を知らないために反抗し、吊るし首にされそうになったところにシュルツが通りかかる。シュルツはヒンケルの信頼も厚く、今では突撃隊長となっていた。床屋がユダヤ人と知って驚いたシュルツであったが、以前助けられた恩から、床屋と彼の隣人たちに手を出さないよう命じる。

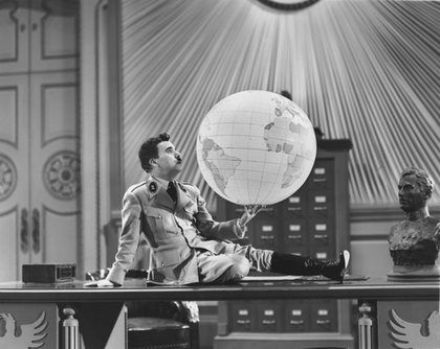
独裁者ヒンケルが地球儀のバルーンをもてあそぶ、有名な場面。

ヒンケルは隣国のオーストリッチ侵略を企て、ユダヤ系の金融資本から金を引き出すため、ユダヤ人への抑圧政策を緩和した。急に優しくなった突撃隊員たちを見てゲットーの住人は淡い期待を持つが、資金援助を断られるとヒンケルは再び態度を変え、シュルツにゲットーを襲うように命令する。シュルツがこれに反対するとヒンケルは彼を強制収容所に送ってしまう。そして、ラジオ放送においてユダヤ人への怒りを露わにした演説を行い、ユダヤ人迫害を再び強化する。床屋の店も、シュルツ失脚を逆恨みした突撃隊によって破壊されてしまう。
強制収容所から脱出したシュルツはゲットーに逃げ込み、ヒンケルの暗殺を計画するが、突撃隊に発見され、床屋と共に再び強制収容所に送られる。ハンナたちゲットーの住人たちはつてを頼ってオーストリッチへ避難し、農園で働きながら幸せに暮らし始める。

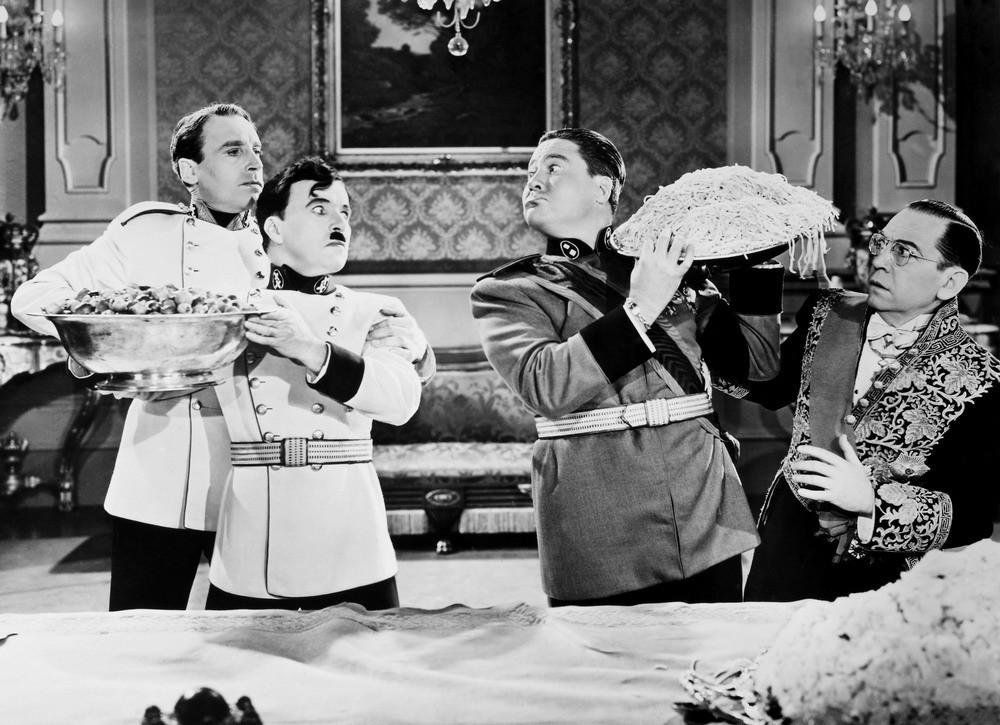
ヒンケルとナパロニは、オーストリッチ侵攻で争い、激しい交渉を繰り広げる。

近隣国バクテリアの独裁者であるベンツィーノ・ナパロニ（ジャック・オーキー）はトメニアのヒンケルとオーストリッチ侵攻をめぐって争っていた。トメニアを訪れたナパロニとヒンケルは激しい交渉の末にいったん妥協しあうが、ヒンケルにはこの妥協を呑むつもりはなく、すぐにオーストリッチ侵攻を決行する。ハンナたちの農園も突撃隊の暴力を受ける。

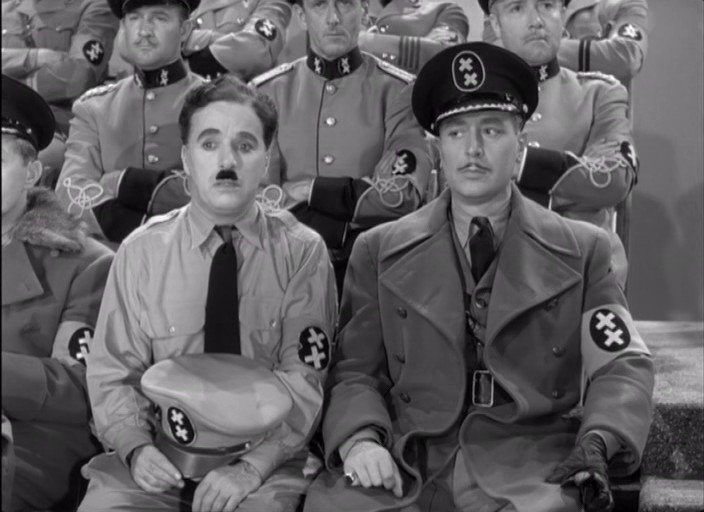
床屋とヒンケルは入れ替わってしまう。

床屋とシュルツはトメニアの軍服を奪い、強制収容所から逃げ出す。二人を捜索していた兵士たちは、侵攻に備え、狩猟旅行を装ってオーストリッチ国境付近で単身待機していたヒンケルを床屋と間違えて逮捕してしまう。逆に床屋は将兵たちによってヒンケルに間違えられ、シュルツと共に丁重に扱われる。
床屋はヒンケルと間違えられたまま、トメニア軍に占領されたオーストリッチの首都へ連れていかれ、大勢の兵士が集う広場で演説を行うことになる。意を決してマイクの前に立った床屋は演説を行うが、それは自由と寛容、人種の壁を越えた融和を訴えるものだった。演説を終えた床屋は兵士たちの拍手喝采の中、ハンナに対して、希望を捨てないようラジオを通じて語りかける。絶望に打ちひしがれ地に伏していたハンナが床屋の言葉を耳にしてゆっくりと立ち上がり、空を見つめるシーンで物語は幕を閉じる。

## キャスト
出典：

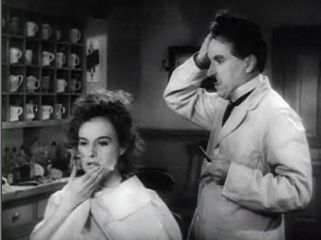
チャップリンとポーレット・ゴダートの2人は前作『モダン・タイムス』でも共演し、公私にわたるパートナーであった。

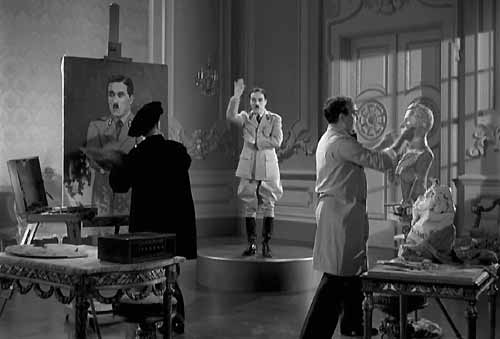
独裁者は何から何まで自分で決めねばならず、とても忙しい。自身の彫刻と肖像画のモデルを務められるのも、一度に数秒ずつである。

- トメニア国の独裁者アデノイド・ヒンケル、ユダヤ人の床屋：チャールズ・チャップリン
- ハンナ：ポーレット・ゴダード
- バクテリア国の独裁者ベンツィーノ・ナパロニ：ジャック・オーキー
- 内相兼宣伝相ガービッチ：ヘンリー・ダニエル
- シュルツ司令官：レジナルド・ガーディナー
- 戦争相ヘリング元帥：ビリー・ギルバート
- ジェケル：モーリス・モスコヴィッチ（英語版）
- ジェケル夫人：エマ・ダン（英語版）
- マン：バーナード・ガーシー（英語版）
- アガー：ポール・ワイゲル（英語版）
- ナパロニ夫人：グレイス・ヘイル（英語版）
- バクテリア国大使：カーター・デ・ヘイヴン
- ユダヤ人の床屋の客：チェスター・コンクリン
- 総統付床屋：レオ・ホワイト
- 突撃隊員：ハンク・マン、パット・フラハティ（英語版）
- ペンキをかけられて白くなった突撃隊員：エディー・ダン（英語版）
- ヒンケルの秘書：フローレンス・ライト、ニタ・パイク、エセルレダ・レオポルド（英語版）
- コンパクトパラシュートの開発者：シグ・アルノ（英語版）
- ユダヤ人の果物屋：ハリー・シーメルス（英語版）
- 彫刻家：ジーノ・コラード（英語版）
- アギー：フランチェスカ・サントロ
- ツルツル頭の床屋の客：トーベン・マイヤー（英語版）
- ベッドの上に座っている男：ウィリアム・アービング（英語版）
- 宴会のバトラー：チャールズ・アーウィン
- 刑務所の衛兵：リチャード・アレクサンダー（英語版）
- 長距離砲の砲術士官：：レイランド・ホジソン（英語版）
- トメニア軍の兵士：スタンリー・J・サンフォード（英語版）
- インターナショナルプレスの記者：ドン・ブロディ（英語版）
- オーストリッチでのトメニア軍の司令官：：ルドルフ・アンダース（英語版）
- 医師：ブランドン・ビーチ
- 病院長：：ジョン・デビッドソン（英語版）
- 通訳（声のみ）：ウィーラー・ドライデン

### 日本語吹替
| 俳優                     | 日本語吹替 | 日本語吹替 |
| 俳優                     | TBS版      | BD版       |
| ------------------------ | ---------- | ---------- |
| チャールズ・チャップリン | 愛川欽也   | 山寺宏一   |
| ポーレット・ゴダード     | 小川知子   | 三木美     |
| ジャック・オーキー       | 富田耕生   | こねり翔   |
| ヘンリー・ダニエル       |            | 板取政明   |
| レジナルド・ガーディナー | 竹内亨     | 田村真     |
| ビリー・ギルバート       |            | 吉柳太士郎 |
| モーリス・モスコヴィッチ |            | 板取政明   |
| カーター・デ・ヘイヴン   |            | 宮崎敦吉   |

- TBS版吹き替え - 初回放送1977年5月2日 『月曜ロードショー』
- BD版吹き替え - 2016年発売の『チャップリン Blu-ray BOX』に収録

## 受賞歴

### アカデミー賞
ノミネート
- 作品賞
- 主演男優賞（チャールズ・チャップリン）
- 助演男優賞（ジャック・オーキー）
- 脚本賞（チャールズ・チャップリン）
- 作曲賞（メレディス・ウィルソン）

### ニューヨーク映画批評家協会賞
受賞
- 主演男優賞（チャールズ・チャップリン）[注 5]

## 設定

劇中で使われたトメニアのダブルクロス

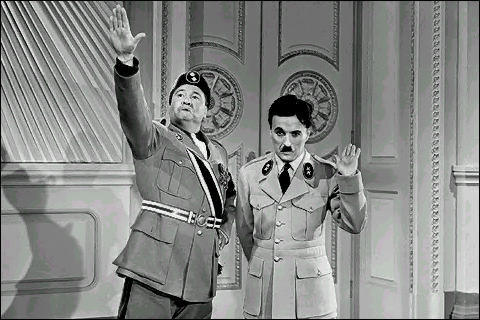
ナポロニとヒンケル、ファシストの先輩であるムッソリーニと後発のヒトラーがモデル

映画に登場するゲットーの街の看板などは基本的にエスペラントで書かれ、さらに本来のエスペラント表記にはない符号が文字の上にところどころ付けられて、それがドイツ語風あるいはポーランド語風に見えるようにアレンジされている。これは、エスペラントの考案者ザメンホフがユダヤ人であることや、当時ヒトラー政権下のドイツにおいてエスペラントが弾圧されていたことと関連がある。
それぞれ演じられているトメニア（Tomania）の独裁者とその側近などはドイツのナチス党の幹部の名前をイメージさせるものにしてあり、アデノイド・ヒンケル（Adenoid Hynkel）は総統のアドルフ・ヒトラー（Adolf Hitler）、内相兼宣伝相ガービッチ（Garbitsch）は宣伝相ヨーゼフ・ゲッベルス（Joseph Goebbels）、戦争相ヘリング元帥（Herring）は空軍総司令官兼航空相ヘルマン・ゲーリング国家元帥（Hermann Göring）のもじりである。また、ベンツィーノ・ナパロニ（Benzino Napaloni）はイタリア首相ベニート・ムッソリーニ（Benito Mussolini）のもじりである。
ヒンケルの演説は、日本においては従来「ドイツ語らしく聞こえる無国籍語」と形容されるように意味不明のデタラメ語と解釈されてきた。しかし時代が下ると、演説中に「英語をドイツ語風に発音したものやドイツ語の単語も登場し」「さまざまな言葉遊びで笑いを増幅させている」ことが指摘されて解読が試みられ、その結果、日本での上映においてこの翻訳が反映されるようになった。また演説に伴うニュース中継の英語の同時通訳が演説の実際の内容より穏やかなものになっていることが指摘され、チャップリンがニュース映像に嘘があるかもしれない危険性を笑いに変えたと分析された。

## 製作
もともとチャップリンは、『モダン・タイムス』の次回作として女密航者を主人公にした映画（ポーレット・ゴダード主演。1967年制作の『伯爵夫人』の原案となる）、ついでナポレオン・ボナパルトを主人公にした映画を構想していた。後者においては、ナポレオンが影武者と入れ替わってセントヘレナ島を抜け出し、市井の教師ナポレオンとなって革命に参加するも、島に残した替え玉が死んで、最後は悲劇的な結末を迎えるというものであった。どちらも、時勢に鑑みるとあまり適当でない作品と考えられた。
そこで現代に即し、ナポレオンをヒトラーに代えて映画を作ることとなった。
もちろん、この映画のアイデアは『小さな放浪者』とヒトラーとのキャラクター上の類似から発展したものである。ユダヤ人の友人や同僚から聞き及んだ、1930年代を通じてエスカレートするドイツのユダヤ人迫害もモチベーションとなった。最終的に制作を決断したのは、アレクサンダー・コルダのプランを受け入れてからであった。チャップリンはそのプランを、バーレスクとパントマイムを両立させる絶好のチャンスであると判断した。
チャップリンは例によってこの映画の脚本・監督をつとめた。1938年から1939年にかけてストーリーを制作し、1939年9月1日にドイツ軍がポーランドに侵攻して始まり、祖国のイギリスも参戦した第二次世界大戦勃発後の2週間後から撮影を開始した。チャップリン・スタジオに加えて、ローレル・キャニオンなどロサンゼルス近郊の各所で撮影された。ユダヤ人街のシーンを2か月ほどかけて撮り終えた後、独裁者のシーンの撮影にとりかかった。独裁者の衣装を着けるとすぐに役になり切り口汚い言葉を発するようになったという。
ベンツィーノ・ナパロニを演じたジャック・オーキーは映画製作時はダイエット中であったが、チャップリンはオーキーがより太った体格になることを望み、昼食のゲストに招いてボリュームのある料理を目の前で食べてみせた。オーキーは抵抗したものの、結局料理を食べて太ってしまったという。
音楽については、チャップリンは『街の灯』以降自分で作曲していたが、今回に限っては気に入らないところの撮り直しもあって時間的に作曲の時間が立てられず（クランクアップ後、たっぷり時間をかけて作曲と編集に集中するのがチャップリンのパターンであった）、作曲のほとんどはメレディス・ウィルソンに委ねられた。しかしウィルソンは、チャップリンの作曲への貢献は、単に曲を口ずさみ、編曲者に作曲を任せる以上のものであったことを明かし、「チャーリー・チャップリンほど完璧という理想に完全に身を捧げた人に会ったことがない...彼の細部へのこだわり、彼が望むムードを表現するための正確な楽節やテンポに対する彼の感覚にはいつも驚かされた」と語っている。

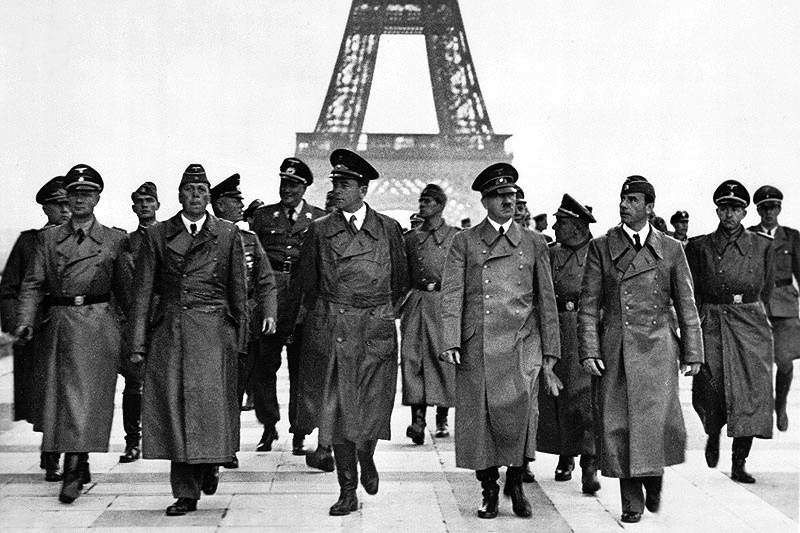
ドイツ軍占領下のパリを歩くヒトラー

チャップリンがヒトラーを題材に映画を製作することが知られると内外から反発の声が上がる。一部のチャップリンの評論では「『殺人狂時代』がアメリカ追放の原因である」と論評しているものがあるが、チャップリンに対する政治上の反発は『モダン・タイムス』の頃、もっと遡れば第一次世界大戦の頃から上がっており、また以上にあるように最大の収益を上げた『独裁者』に対しても政治的圧力や反発があった。
ヒトラーは1939年1月の国会演説において「反ナチーすなわち、反ドイツ映画の製作を企図しているというアメリカ映画会社の声明は、ドイツにおける反ユダヤ映画の製作を誘発するものでしかない」と批判した。ドイツに対し宥和政策をとっていた英国からも圧力があり、英国外務省から派遣された職員がチャップリンに対し脚本の提出を要求するが、チャップリンはこれを拒絶した。撮影を終了した6か月後にはフランス第三共和政がドイツ軍によって陥落し（1940年6月パリ無血開城、休戦成立）、次いでイギリスへのドイツ軍の上陸が行われると言われていた。制作中に起こったヨーロッパでの戦争が、賛否両論を生んだ終盤のスピーチを挿入する動機となった。
当初案では、『独裁者』の最後は戦争が終わり、ユダヤ人と兵士が手に手を取って踊りを踊り、また中華民国と戦争をしていた日本も爆弾の代わりにおもちゃを落とし、戦争を終えるという設定をしていた。しかし、チャップリンはこれでは独裁者に対する怒りを表現できないとして台本を変え、最後の6分間の演説シーンとなった。この演説に対してはスタッフからも反対の声が強かった。営業担当からは「この演説で売り上げが100万ドル減るからやめてくれ」と言われたチャップリンは「500万ドル減ってもやる」と言って撮影を断行した（撮影はヒトラーのパリ入城の翌日となった）。また、チャップリンはヨシフ・スターリンのことも危険な独裁者と見做しており、演説では彼についての言及も構想されていたという（側近の進言により撤回）。
映画は1940年7月に撮影が完了した。使用フィルムは完成版の41倍に及んだ（完成に至る過程で不採用となったいくつかのシーンを写真で確認できる。ヒンケルがビアガーデンでガービッチやへリングを前に自分のアイディアを展開する、盗聴器を使ってガービッチと2人でガソリーニ（ナパロニの初期の名前の一つ）夫妻の会話を盗聴する、へリングが持ち込んだ発明品の一つである飛行船を身にまとってはしゃぐ、赤ん坊に変装した6歳のスパイのノグチがガソリーニの軍隊をスパイしヒンケルに報告する、といったシーンである）。
チャップリンは後年、自伝において「ホロコーストの存在は当時は知っておらず、もしホロコーストの存在などのナチズムの本質的な恐怖を知っていたら、独裁者の映画は作成できなかったかもしれない」と述べている。なお、映画の撮影当時はドイツによるユダヤ人に対する迫害政策と、ゲットーへの強制移送はドイツ国内とドイツ軍の占領地で実施されていたが、ユダヤ人に対する大量虐殺はまだ行われてはいない。なお、ホロコーストという状況の中でユーモアを導入する試みは、ロベルト・ベニーニの『ライフ・イズ・ビューティフル』までの半世紀の間は見られない。

## 公開

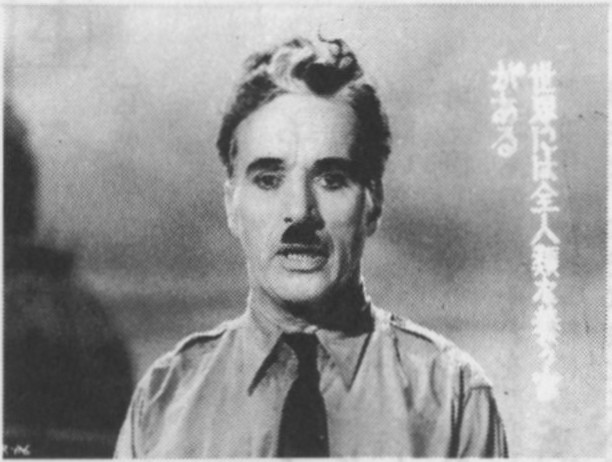
日本公開版でのチャーリーの演説シーン。

この映画の製作は、世界状況の緊張と軌を一にしている。前述のとおりチャップリンはラストシーンを再考するが、その際撮影が一時中断したときはマスコミから「戦況の悪化に恐れをなしてチャップリンは『独裁者』の撮影を断念したのだ」との憶測が流れた。『独裁者』だけでなく、『The Mortal Storm』や『Four Sons』（どちらも日本未公開）のような他の反ファシズム映画は、アメリカとドイツが微妙な関係にありながら中立状況を保っていた中ではリリースできないだろうと予測されていた。そんな中、チャップリンは財政的にも技術的にも他のスタジオから独立していたため、大々的に作品の製作を行うことができた。
だが一方では、『独裁者』がリリース不可能になれば、150万ドルを個人資産から投資していたチャップリンは破産する、という状況でもあった。
結局、『独裁者』は1940年の10月にニューヨークで封切られ、10月中から順次アメリカ国内で拡大公開され、11月にはイギリスで公開された。パリの解放後間もない1945年4月にはフランスでも公開された。
最後の6分間の演説についてアメリカなどの右翼勢力は「共産主義者の陰謀である」として強く反発した。また、1929年の世界大恐慌によって黒人やユダヤ人を迫害するKKKを中心とした右翼がアメリカをはじめ先進諸国で台頭したため、そのことも『独裁者』に対する反発を促進させることとなった。
アメリカとドイツはまだ開戦していないものの（ドイツがアメリカと開戦するのは1941年12月になってからである）、映画の内容から、当事国であるドイツはもちろん、ポーランドやオーストリアなどのドイツの占領下、影響下にある地域、ドイツと同盟関係にあった日本やイタリア、またアルゼンチンやチリなど、ドイツ系移民が多く親独政権が多かった南米諸国や、中立政策を採っていたアイルランドでは上映禁止となった。高見順は1941年12月にジャワ島で、小林桂樹は陸軍兵士としてイギリスが植民地支配していたシンガポールに駐屯した際、イギリス軍からの押収品の中に『独裁者』のフィルムがあり、それを見たという。
日本初公開は第二次世界大戦の終戦から15年、サンフランシスコ講和条約締結から8年後の1960年であった。しかし、日本でもヒットし興業収入は1億6800万円を記録、この年の興業収入第4位となった。同年のキネマ旬報ベストテンでは外国映画の第1位にランキングされた。1973年10月にリバイバル公開。

## 評価
『独裁者』は、発表と同時にアメリカで大人気となった。批評家の反応は様々で、特に終盤のチャップリンのスピーチを「容共的」、「左翼的」として批判する者も多かった。喜劇化された突撃隊を、ナチスの恐怖を大っぴらに誇張していて不謹慎だとする意見もあった。だが、ユダヤ系の観客はユダヤ人のキャラクターとその絶望に深く感動した。当時のハリウッドでは、ユダヤ人に関することはタブーであったのだ。
ジャーナリストのボズレー・クラウザーは、ニューヨーク・タイムズ紙上で「『独裁者』は、過去最高の映画ではないにせよ、真に偉大な芸術家による本当に素晴らしい業績であり、ある観点からは、おそらくこれまでに制作された中で最も重要な映画」と称賛した。
喜劇映画としては、ギャグの豊富さが指摘されている
ランキング
- 2000年 「コメディ映画ベスト100」（AFI発表）第37位
- 2008年 「史上最高の映画100本」（仏『カイエ・デュ・シネマ』誌発表）第24位[26]
- 2017年 「史上最高のコメディ映画トップ100」（英BBC発表）第16位[27]
- 2018年 「史上最高のコメディー映画ベスト100」（米『ペースト』発表）22位[28]
- 2022年 「史上最高のコメディー映画ベスト100」（英『タイムアウト』誌発表）第76位[29]

以下は日本でのランキング
- 1960年 第34回「キネマ旬報ベストテン・外国映画」（キネマ旬報発表）第1位[22]
- 1988年 「大アンケートによる洋画ベスト150」（文藝春秋発表）第24位
- 1995年 「オールタイムベストテン・世界映画編」（キネマ旬報発表）第18位
- 1999年 「映画人が選ぶオールタイムベスト・外国映画編（キネ旬創刊80周年記念）」（キネ旬発表）第28位

その他、個人によるランキングでは、映画監督のジャン＝リュック・ゴダールが1963年に、最も好きなアメリカ映画ベスト10の第2位に本作をランキングしている。

## 盗作訴訟
チャップリンの友人であったコンラッド・ベルコヴィチは、『独裁者』を盗作であるとチャップリンを訴え、チャップリンサイドに500万ドルを要求した。チャップリンサイドは最終的に9万5千ドルを支払うことになった。
前作『モダン・タイムス』はドイツの映画会社トビス社から訴訟を起こされた（1937年と1947年の計2回）。チャップリンサイドは、『モダン・タイムス』への訴訟（2回目）を、『独裁者』への報復であるとみている。

## チャップリンとヒトラー

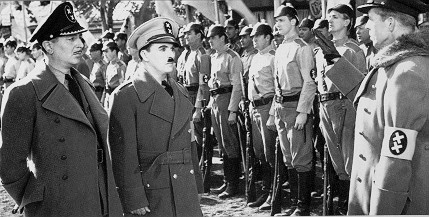
チャップリンによるヒトラーのパロディー描写

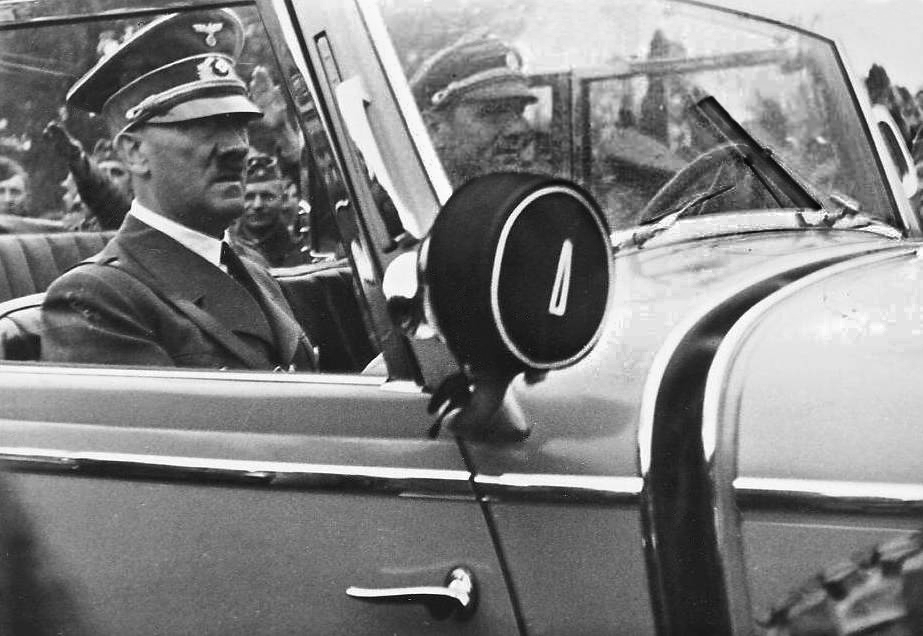
ヒトラー（1939年）

チャップリンとヒトラーとの間にはいくつかの共通点があり、チャップリンは1889年4月16日生まれなのに対し、ヒトラーは1889年4月20日とわずかに4日違いである。またトレードマークが口ひげであり、チャップリン自身ヒトラーの口ひげは自分のオリジナルキャラのチャーリーを下品にしたようだというイメージを持っていた。
また、チャップリンはロンドンの貧しい家に生まれ、生活に苦労し、ヒトラーは生まれた家は中産階級で豊かだったものの青年期において公共独身者合宿所で生活しているということ（これについては近年『我が闘争』でヒトラーが誇張したものであって、実際の施設である公共独身者合宿所は必要最低限の生活ができる施設であったという説が有力である）、また両人に一時ユダヤ人説が流れていたことで共通項が多いと見る向きもある。
また、ヒトラーは政治キャリアの初期においてすでに、映画界におけるチャップリンの人気に目をつけていたとする意見もある。“チャーリー”のキャラクターとヒトラーの類似はたびたび語られるところである。つまり、自らの知名度を上げるために、チャップリンと同じ四角い口ひげを生やしていた、というのである。
チャップリンは本作の役作りのためにヒトラーのニュース映像を取り寄せて、繰り返し鑑賞した。長男のチャールズ・チャップリン・ジュニアの回想によると、チャップリンはヒトラーのポーズを詳細に研究し、ヒトラーについて「やつは役者だよ。俺なんかとうてい及びもつかんよ」と感心していたという。また、チャップリンはナチスのプロパガンダ映画『意志の勝利』を大笑いしながら鑑賞した、という。
なお、ヒトラーが本作を見たかどうかについて、チャップリン研究者の大野裕之は2015年の著書で、ドイツ政府が収集した映画作品のリストに含まれているが、ヒトラーの鑑賞については不確かな証言が複数あるものの明確に裏付けられる資料はないとしている。2001年に製作されたBBCドキュメンタリー作品『放浪者と独裁者』（The Tramp and the Dictator）（#外部リンクの当該項目を参照）では、「ヒトラーは実際にこの映画を観た」というヒトラーの元秘書による証言が残っている。チャップリンはこの証言を聞いて、「なんとしても感想を聞きたいね」と答えたという。
大野はまた、『独裁者』公開後ヒトラーの演説回数が激減したと指摘し、これをチャップリンに笑いものにされたためヒトラーのイメージが崩れ演説の効力が無くなった結果、と評している。
実際のヒトラーの最期は映画『独裁者』の終わり方のような希望であるよりむしろ絶望的であり、長年のパートナーであるエヴァ・ブラウンと正式に結婚して数十時間後に、総統地下壕の一室でエヴァとともに自死している。

### フリーメイソンリー
ヒトラーは反ユダヤ、反フリーメイソンであった。フリーメイソンはナチス党率いる当時のドイツ政府による弾圧の対象であり、ドイツ警察に収監され獄死したフリーメイソンたちがいる。
映画『独裁者』の中盤、地球儀が大きな音を立てて破裂し、場面が理髪店に移りラジオから流れる音楽は、フリーメイソンの音楽家ヨハネス・ブラームスの『ハンガリー舞曲 第5番』（管弦楽版）である。
チャップリン映画の常連でフリーメイソンのチェスター・コンクリンが前作『モダン・タイムス』に続いて本作『独裁者』に出演した。

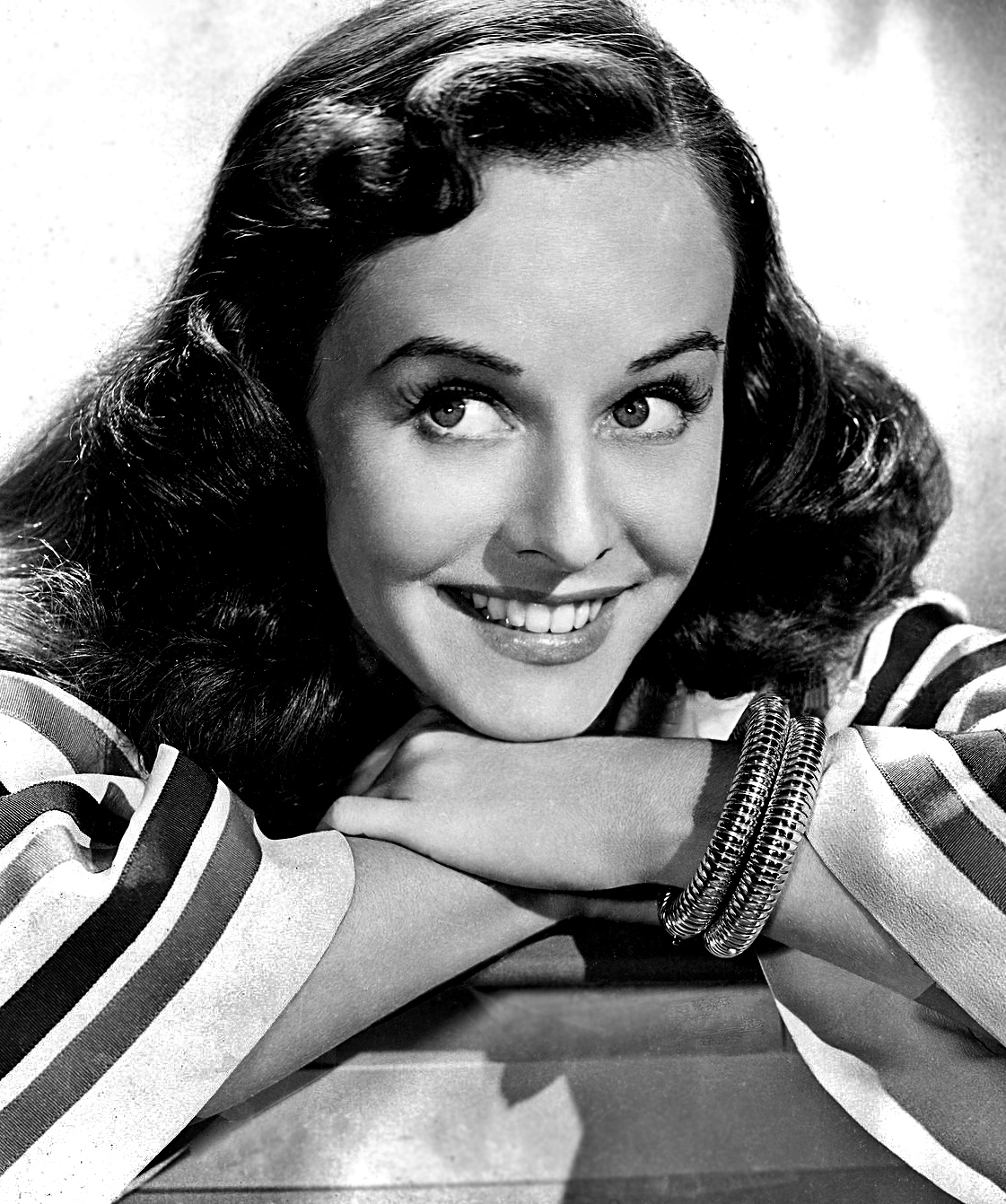
ポーレット・ゴダード（1940年代）

「欧州統合の父」でパン・ヨーロッパ連合主宰者リヒャルト・クーデンホーフ＝カレルギー伯爵は、ヒトラーの政治上の敵であり、チャップリンと共同で『独裁者』の配給元ユナイテッド・アーティスツを設立したダグラス・フェアバンクス（1925年にフリーメイソンリーに入会）や、出演者のチェスター・コンクリンらと同様、クーデンホーフ＝カレルギー伯爵もまたフリーメイソンである（1922年に入会）。
クーデンホーフ＝カレルギーのアメリカへの亡命劇が比喩的に描かれているワーナー映画『カサブランカ』（1942年）もまた反ナチス映画であり、ワーナー四兄弟の中にフリーメイソンリーのメンバーがいる（少なくともハリー、サム、ジャックの3人はフリーメイソンである）。
チャップリンと女優ポーレット・ゴダード（ハンナ役）は公私にわたるパートナーであった。クーデンホーフ＝カレルギーのパートナーもまた女優であり、ヨーロッパの三大女優（四大女優）イダ・ローランである。ポーレット・ゴダードとイダ・ローランはユダヤ系である。ポーレット・ゴダードはまたパラマウント社の女優であり、パラマウントの前身「フェイマス・プレイヤーズ・フィルム・カンパニー」を設立したアドルフ・ズコールは、フリーメイソンである。

## 翻案
- The Great Dictator - ニコライ・セダーホルム（デンマーク語版）監督による舞台化作品[48]。
- The Great Dictator - Stage Beyond Theatre Companyによる舞台作品。2022年6月15日、北アイルランドのミレニアム・フォーラム（英語版）で初演[49]。
- The Great Dictator - マルコム・ガレア（Malcolm Galea）演出による舞台作品。2024年7月5日、マルタのValletta Campus Theatreで初演[50]。
- DIKTATORN - サラ・クロンバーグ（スウェーデン語版）演出による舞台作品[51]。2024年9月21日初演[52][53]。

## その他
- 『ヒトラー 〜最期の12日間〜』（2004年、ドイツ・オーストリア・イタリア）のオリヴァー・ヒルシュビーゲル監督と主演（ヒトラー役）のブルーノ・ガンツは共に、これまでに作られたヒトラーに関する映画の中で印象深かったものとして『独裁者』を挙げている[54]。
- ウクライナ大統領ウォロディミル・ゼレンスキー（任期 2019年 - ）は、対ロシア戦争の続く2022年5月の第75回カンヌ国際映画祭の開会式にオンライン中継でメッセージを寄せ、その中で『独裁者』を引き合いに「戦争を前に映画が沈黙していないことを証明するには新たなチャップリンが必要だ」と述べた[55]。